# Felicjan Szopski

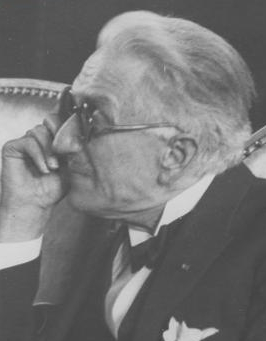
Felicjan Szopski (1934)

Felicjan Szopski (* 5. Juni 1865 in Krzeszowice; † 28. September 1939 in Warschau) war ein polnischer Komponist, Pianist, Musikkritiker und -pädagoge.
Szopski studierte von 1885 bis 1892 bei Władysław Żeleński in Krakau, Zygmunt Noskowski in Warschau, Heinrich Urban in Berlin und Hugo Riemann in Leipzig. Von 1893 bis 1907 wirkte er als Professor am Konservatorium von Krakau, danach am Apolinary-Kątski-Musikinstitut Warschau. Von 1918 bis 1929 war er Leiter der Musikabteilung des Ministeriums für Kunst und Kultur und Mitarbeiter des Kwartalnyk Musyczny. Er veröffentlichte Kritiken in Tageszeitungen in Krakau und Warschau. Bronislaw von Pozniak war eine Zeit lang sein Schüler.
Szopski veröffentlichte eine Monographie über seinen Lehrer Władysław Żeleński (Warschau 1928). Er komponierte unter anderem ein sinfonisches Präludium, Lieder und Volksliedbearbeitungen sowie zwei Opern. Deren erste, Eros i Psyche (1915, nach einem Drama von Jerzy Żuławski), ist verloren gegangen. Die zweite, Lilie (1915, nach einem Gedicht von Adam Mickiewicz), wurde 1916 in Warschau uraufgeführt.